# Elio Pagliarani
(Elio Pagliarani)
Elio Pagliarani (Viserba, 25 maggio 1927 – Roma, 8 marzo 2012) è stato un poeta e critico teatrale italiano.
Ha lavorato nel mondo editoriale ed è stato critico teatrale del quotidiano Paese sera dal 1968 al 1987. È stato tra i principali esponenti della neoavanguardia (comparendo tra l'altro nell'antologia I Novissimi del 1961), uno dei protagonisti del Gruppo '63, all'interno della quale ha occupato tuttavia una posizione autonoma e personale. La sua poesia, caratterizzata da toni crepuscolari, nasce dalla cronaca e dalla vita quotidiana; prosa, inserzioni dialettali, collage di vario tenore sono gli ingredienti del suo stile. Ha anche pubblicato testi teatrali.
Pagliarani è stato uno scrittore che ha saputo costantemente reinventarsi nel corso degli anni. Da un lato una fedeltà quasi fotografica al reale, e al mondo della piccola gente, dal sottoproletariato a impiegati come La ragazza Carla, la sua opera più significativa e riconosciuta; dall'altro l'uso di una serie di procedimenti tecnico-formali tipici delle avanguardie, una capacità inusuale di giocare con la lingua e i suoi ritmi.

## Biografia e opere
Nasce il 25 maggio 1927 a Viserba, in Romagna, da Giovanni e da Pasquina Pompili. Il nome di famiglia ha sempre oscillato, anche negli atti anagrafici, tra Pagliarani e Paglierani. Viserba, oggi frazione di Rimini, allora un borgo di piccola industria (sede di una corderia ove si lavorava soprattutto il lino) e turismo (l'attività balneare aveva appena preso le mosse) attirava una popolazione di estrazione contadina, per lo più originaria della non distante Santarcangelo. Il padre proveniva da una famiglia di allevatori di cavalli ed esercitava la professione di vetturale: imparentato alla lontana con quel Luigi Pagliarani investito e poi prosciolto (ma nel 2001 il "caso" è stato riaperto) dall'accusa di essere stato esecutore materiale, nel 1867, dell'assassinio di Ruggero Pascoli, padre di Giovanni e amministratore della tenuta dei Torlonia nella vicina San Mauro.
Laureatosi in Scienze politiche a Padova, si trasferisce negli anni quaranta a Milano, dove lavora nella scuola  e collabora a giornali e riviste. Negli anni sessanta il poeta si trasferisce a Roma,  abitando, fra l'altro, dalla fine degli anni '60 al 1991, nello storico indirizzo di Via Margutta 51 A, interno 29, in uno stabile diventato noto per la famosa terrazza.
Collaboratore attivo e presente sulla scena della nuova cultura, Pagliarani, collabora alle più importanti riviste del secondo Novecento, tra le quali Officina, Quindici, Il Verri, Nuovi argomenti, Il Menabò.
Nel 1971 fonda la rivista Periodo Ipotetico diventandone il direttore; fa pure parte della redazione di Nuova Corrente. Negli anni Ottanta fonda e dirige con Alessandra Briganti la rivista di Letterature Ritmica.
Negli anni cinquanta svolge la sua attività come redattore dell'Avanti e a partire dal 1968, diventa critico teatrale per Paese Sera.
Oltre a far parte del Gruppo 63 e ad essere presente nell'antologia I Novissimi, fu tra i fondatori della Cooperativa Scrittori.
Risale al 1954 la sua prima raccolta di poesie, Cronache e altre poesie a cui seguiranno Inventario privato nel 1959 e, nello stesso anno, nel n.14 di Nuova Corrente "Progetti per la ragazza Carla". Il poemetto sarà poi interamente pubblicato nel 1960 nel n.2 de Il Menabò e ripubblicato nel 1962, insieme alla precedente produzione con il titolo La ragazza Carla e altre poesie. Nel 1964 l'autore pubblica Lezione di fisica che nel 1968 farà parte di Lezioni di fisica e Fecaloro.

### La ballata di Rudi
Inizia in questo periodo la stesura de La ballata di Rudi, il suo secondo romanzo in versi, di cui una parte verrà pubblicata nel 1977 con il titolo Rosso corpo lingua oro pope-papa scienza. Doppio trittico di Nandi mentre l'edizione definitiva e completa si avrà solamente nel 1995.
La ballata di Rudi narra le vicende del protagonista eponimo e di una serie di personaggi di contorno, nell'arco di trent'anni. Rudi è un animatore / di balli sull'Adriatico che nel secondo dopoguerra si trasferisce a Milano. Qui prosegue l'attività di intrattenitore in un night club, incoraggiando la prostituzione delle ragazze che lavorano nel locale.
La voce narrante del poemetto è a sua volta un protagonista (si tratterebbe, utilizzando un termine coniato da Gérard Genette per i testi narrativi, di un narratore intradiegetico). Nel corso della narrazione affiorano i suoi ricordi d'infanzia:
In un'intervista, Pagliarani dichiarò che il personaggio di Rudi era ispirato a una figura da lui realmente conosciuta negli anni '40.
Tra gli altri personaggi possiamo ricordare Armando, un tassista abusivo a cui sono dedicati i componimenti XI - XVII del poemetto. Un suo cliente abituale gli propone di collaborare a un contrabbando di denaro in Venezuela. Armando accetta sperando di poter comprare la licenza da tassista con il compenso promesso, ma viene bidonato dal faccendiere.
La storia di Armando è narrata dal tassista stesso, e il narratore scompare in questo micro-racconto interno. In quasi tutti i componimenti ci sono però più voci che si alternano, in un flusso privo di segni di interpunzione, dove il passaggio dal monologo interiore a vivaci battibecchi con gli altri interlocutori è scandito tipograficamente (ma non sempre) dalla disposizione dei versi "a gradini".
Ai componimenti che raccontano le gesta di Rudi, Armando e altri personaggi sordidi, si alternano riflessioni di poetica (A spiaggia non ci sono colori) e memorie della vita dei braccianti del mare, in contrapposizione violenta con lo sfacelo morale dell'Italia degli anni Cinquanta. Dopo la morte di Rudi nei primi anni sessanta le cose non migliorano, come suggerisce la poesia Contatta Sagredo, dove personaggi ancora più amorali entrano in scena.
Sagredo (alla pari di Rudi) è uno sfruttatore di prostitute, che si nasconde dietro un'immagine di raffinatezza e perbenismo.

Il poemetto si chiude con un'epigrafe che è una proposta di resistenza e riapre uno spiraglio di ottimismo : 
La ballata di Rudi ha vinto il Premio Viareggio per la poesia nel 1995.

### Gli ultimi anni
Tra l'ultima produzione si segnala La bella addormentata. 
Dal 1988 è stato direttore della videorivista internazionale di poesia VIDEOR.
Nel 1998 riceve il Premio Speciale della Giuria del Campiello alla carriera letteraria.
Muore a Roma l'8 marzo 2012, all'età di 84 anni.
Nel 2015 nasce il Premio Nazionale Elio Pagliarani, dedicato alla poesia italiana contemporanea edita e inedita.

## Poetica
La poesia di Pagliarani affronta temi realistici, come quello del lavoro, dell'economia e della vita delle classi subalterne, trasfigurando il testo poetico fino a trasformarlo in un racconto con andamento polifonico e "corale" che diventa, con il trascorrere del tempo, sempre più frammentario e discontinuo.
Pagliarani ricerca la ritmicità poetica nel discorso quotidiano, anche se a un'attenta analisi metrica, molti componimenti sono riconducibili a misure tradizionali (come l'endecasillabo), che emergono a tratti, dissimulati nel verso lungo.

Pagliarani sperimenta il verso lungo attraverso il verso "a scaletta" ripreso dalla poesia di Majakovskij rendendo così la poesia tipico mezzo di analisi del vissuto. Un'altra sua tecnica, ripresa dalla poesia di Ezra Pound, è quella dell'inserimento nel discorso poetico di frammenti di testi tecnici o cronachistici (come il manuale di dattilografia nella Ragazza Carla, o brani di articoli di giornale nella Ballata di Rudi).

## Opere

### Poesia
- Cronache ed altre poesie, Schwarz, Milano, 1954
- Inventario privato, Veronelli, Milano, 1959
- La ragazza Carla in "Il Menabò 2", 1960
- La ragazza Carla e altre poesie, Mondadori, Milano, 1962
- Lezione di fisica, Scheiwiller, Milano, 1964
- Lezione di fisica e Fecaloro, Feltrinelli, Milano, 1968
- Rosso Corpo Lingua oro pope-papa scienza - Doppio trittico di Nandi con un saggio di Gabriella Sica, Cooperativa Scrittori, Roma, 1977
- Poesie da recita (La ragazza Carla - Lezioni di fisica e Fecaloro - Dalla ballata di Rudi) a cura di Alessandra Briganti, Roma, 1985; brani tradotti in francese da J.-Ch. Vegliante (v. pure: Epigrammi)
- Esercizi platonici, Palermo, Acquario, 1985
- Epigrammi ferraresi, introduzione di Romano Luperini, Manni Editori, Lecce, 1987
- La bella addormentata nel bosco, Corpo 10, Milano, 1988.
- La ballata di Rudi, Marsilio, Milano, 1995.
- Per il duemila immediato futuro, disegni a mano di Cosimo Budetta, Intervento di Francesca Bernardini Napoletano, Ogopogo, Agromonte, 1998.
- Quattro epigrammi da Savonarola, disegni a mano di Cosimo Budetta, Nota introduttiva di Francesca Bernardini Napoletano, Ogopogo, Agromonte, 1998.
- A Liarosa vent'anni dopo, acquerello di Eugenia Serafini, Osnago, edizioni Pulcinoelefante, 2001.
- La Ragazza Carla A Girl named Carla, translated into English by Luca Paci with Huw Thomas, Troubador, Uk,2006

### Antologie
- I maestri del racconto italiano (in collaborazione con Walter Pedullà), Rizzoli, Milano, 1964
- Manuale della poesia sperimentale (in collaborazione con Guido Guglielmi), Mondadori, Milano, 1966
- Tutte le poesie (1946-2005), Garzanti, Milano, 2006
- Tutte le poesie, Il Saggiatore, Milano, 2019

### Teatro
- Le sue ragioni (musica di Angelo Paccagnini), Milano, 1960
- Pelle d'asino (in collaborazione con Alfredo Giuliani), Scheiwiller, Milano, 1964
- Rosso Corpo Lingua (musica di Andrea Ciullo), Galleria Arti Visive di Sylvia Franchi, Roma, 1979
- A tratta si tirano da “La ballata di Rudi” (musica di Andrea Ciullo), Galleria Nazionale d'Arte Moderna, Roma, 1983
- La bella addormentata nel bosco,Corpo 10, Milano, 1987
- La bestia di porpora o Poema di Alessandro ne L'Illuminista,rivista di cultura contemporanea diretta da Walter Pedullà,n.2-3, autunno inverno 2000, pp. 41–87
- IV Epigramma dagli “Eccetera di un contemporaneo” (musica di Andrea Ciullo), E-theatre[11], Roma, 2007
- Tutto il teatro, a cura di Gianluca Rizzo, Venezia, 2013

### Saggistica
- Il fiato dello spettatore, Marsilio, Padova, 1972; nuova edizione Il fiato dello spettatore e altri scritti sul teatro, a cura di Marianna Marrucci, L'orma editore, Roma, 2017, ISBN 978-88-997-9322-7
- Giovanni Pascoli, Ist. Poligrafico dello Stato, Roma, 1998
- Epigrammi. Da Savonarola, Martin Lutero..., Manni Editori, Lecce, 2001

### Opere complessive
- La ragazza Carla e nuove poesie, a cura di Alberto Asor Rosa, Mondadori, Milano, 1978
- Poesie da recita. La ragazza Carla, Lezione di fisica e Fecaloro, dalla Ballata di Rudi, a cura di Alessandra Briganti, Bulzoni, Roma, 1985
- Poesie d'amore e disamore, a cura di Plinio Perilli, Mancosu, Roma, 1994 (contiene le prime due raccolte)
- La pietà oggettiva. (Poesie 1947-1997), a cura di Plinio Perilli, Fondazione Piazzolla, Roma, 1997
- I romanzi in versi (La ragazza Carla, La ballata di Rudi), Mondadori, Milano, 1997
- Tutte le poesie(1946-2005), a cura di Andrea Cortellessa,  Garzanti, Milano, 2006